# Ewoks (serie animata)
Ewoks, anche nota come Star Wars: Ewoks, è una serie televisiva d'animazione spin-off della saga di Guerre stellari. Essa ha come protagonisti gli ewok, le creature introdotte nei film Il ritorno dello Jedi (1983) e già protagoniste del film televisivo L'avventura degli Ewoks (1984), di cui la serie è un prequel. La serie fu prodotta dalla Nelvana per conto della Lucasfilm e trasmessa sulla ABC in 26 episodi divisi in due stagioni, dal 7 settembre 1985 al 13 dicembre 1986; la prima stagione fu trasmessa insieme alla serie Droids Adventures come parte del programma contenitore Ewoks and Droids Adventure Hour.

## Episodi

### Prima stagione
| nº | Titolo originale        | Titolo italiano                    | Prima TV USA      |
| -- | ----------------------- | ---------------------------------- | ----------------- |
| 1  | The Cries of the Trees  | Il lamento degli alberi            | 7 settembre 1985  |
| 2  | The Haunted Village     | Il sapone magico                   | 14 settembre 1985 |
| 3  | Rampage of the Phlogs   | Il piccolo gigante                 | 21 settembre 1985 |
| 4  | To Save Deej            | Salviamo papà Dick                 | 28 settembre 1985 |
| 5  | The Traveling Jindas    | I nomadi Jundas                    | 5 ottobre 1985    |
| 6  | The Tree of Light       | L'Albero della Luce                | 12 ottobre 1985   |
| 7  | The Curse of the Jindas | La pietra portafortuna             | 19 ottobre 1985   |
| 8  | The Land of the Gupins  | La chiave dello scrigno di ginepro | 26 ottobre 1985   |
| 9  | Sunstar vs. Shadowstone | La pietra dell'ombra e della luce  | 2 novembre 1985   |
| 10 | Wicket's Wagon          | L'eroico bisnonno                  | 9 novembre 1985   |
| 11 | The Three Lessons       | Le tre lezioni                     | 16 novembre 1985  |
| 12 | Blue Harvest            | Una pozione d'amore                | 23 novembre 1985  |
| 13 | Asha                    | Il fantasma rosso                  | 30 novembre 1985  |

### Seconda stagione
| nº | Titolo originale              | Titolo italiano                     | Prima TV USA      |
| -- | ----------------------------- | ----------------------------------- | ----------------- |
| 1  | The Crystal Cloak             | Il manto cristallizzante            | 13 settembre 1986 |
| 1  | The Wish Plant                | La pianta dei desideri              | 13 settembre 1986 |
| 2  | Home Is Where the Shrieks Are | Casa è dove ci sono gli Shriek      | 20 settembre 1986 |
| 2  | Princess Latara               | Principessa Latara                  | 20 settembre 1986 |
| 3  | The Raich                     | Il Raich                            | 27 settembre 1986 |
| 4  | The Totem Master              | Mai accettare regali da sconosciuti | 4 ottobre 1986    |
| 4  | A Gift for Shodu              | Il tesoro del tempio abbandonato    | 4 ottobre 1986    |
| 5  | Night of the Stranger         | La notte dello straniero            | 11 ottobre 1986   |
| 6  | Gone with the Mimphs          | Prigioniero dei Mimph               | 18 ottobre 1986   |
| 6  | The First Apprentice          | Il primo apprendista                | 18 ottobre 1986   |
| 7  | Hard Sell                     | Una vendita difficile               | 25 ottobre 1986   |
| 7  | A Warrior and a Lurdo         | Un guerriero e un Lurdo             | 25 ottobre 1986   |
| 8  | The Season Scepter            | Lo Scettro delle Stagioni           | 1º novembre 1986  |
| 9  | Prow Beaten                   | La canoa                            | 8 novembre 1986   |
| 9  | Baga's Rival                  | Il rivale di Baga                   | 8 novembre 1986   |
| 10 | Horville's Hut of Horrors     | La capanna dell'orrore              | 15 novembre 1986  |
| 10 | The Tragic Flute              | Il flauto... tragico                | 15 novembre 1986  |
| 11 | Just My Luck                  | Il folletto della cattiva sorte     | 22 novembre 1986  |
| 11 | Bringing Up Norky             | Anche gli antipatici hanno un cuore | 22 novembre 1986  |
| 12 | Battle for the Sunstar        | Scontro per la Stella del Sole      | 6 dicembre 1986   |
| 13 | Party Ewok                    | Festa Ewok                          | 13 dicembre 1986  |
| 13 | Malani the Warrior            | Malani la guerriera                 | 13 dicembre 1986  |